# Сан-Педро-де-Росадос
Сан-Педро-де-Росадос (ісп. San Pedro de Rozados) — муніципалітет в Іспанії, у складі автономної спільноти Кастилія-і-Леон, у провінції Саламанка. Населення — 318 осіб (2010).
Муніципалітет розташований на відстані близько 180 км на захід від Мадрида, 20 км на південь від Саламанки.
На території муніципалітету розташовані такі населені пункти: (дані про населення за 2010 рік)
- Альдеальгордо-де-Абахо: 5 осіб
- Альдеальгордо-де-Арріба: 4 особи
- Барсіаль: 0 осіб
- Барсіалехо: 4 особи
- Беконуньйо: 0 осіб
- Берной: 4 особи
- Карраскаль-дель-Асно: 4 особи
- Семпрон: 2 особи
- Секенья: 0 осіб
- Контінос: 5 осіб
- Естебан-Ісідро: 1 особа
- Герібаньєс: 0 осіб
- Росадос: 2 особи
- Сан-Педро-де-Росадос: 256 осіб
- Террубіас: 5 осіб
- Торделалоса: 3 особи
- Торнадісос: 7 осіб
- Торре-де-Хуан-Васкес: 8 осіб
- Торре-де-Нуева-Банка: 2 особи
- Торресілья-де-Сан-Беніто: 6 осіб
- Вальмусіна: 0 осіб

## Демографія
Динаміка населення (INE ):

## Зовнішні посилання
- Провінційна рада Саламанки: індекс муніципалітетів
- Посилання на Google Maps